# Godalming Town FC
Godalming Town FC (celým názvem: Godalming Town Football Club) je anglický fotbalový klub, který sídlí ve městě Godalming v nemetropolitním hrabství Surrey. Založen byl v roce 1950 pod názvem Godalming United FC. Od sezóny 2018/19 hraje v Combined Counties League Division One (10. nejvyšší soutěž). Klubové barvy jsou zelená a žlutá.
Své domácí zápasy odehrává na stadionu Weycourt s kapacitou 3 000 diváků.

## Historické názvy
Zdroj: 
- 1950 – Godalming United FC (Godalming United Football Club)
- 1965 – Godalming & Farncombe United FC (Godalming & Farncombe United Football Club)
- 1970 – zánik
- 1970 – obnovena činnost pod názvem Godalming & Farncombe FC (Godalming & Farncombe Football Club)
- 1980 – Godalming Town FC (Godalming Town Football Club)
- 1992 – Godalming & Guildford FC (Godalming & Guildford Football Club)
- 2005 – Godalming Town FC (Godalming Town Football Club)

## Získané trofeje
- Surrey Senior Cup ( 2× )
  - 2009/10, 2012/13

## Úspěchy v domácích pohárech
Zdroj: 
- FA Cup
  - 4. předkolo: 2011/12
- FA Trophy
  - 3. předkolo: 2009/10
- FA Vase
  - 2. kolo: 1987/88, 1993/94, 1995/96

## Umístění v jednotlivých sezonách
Stručný přehled
Zdroj: 
- 1965–1968: Surrey Senior League
- 1968–1970: Surrey Senior League (Premier Division)

- 1979–1981: Combined Counties League
- 1981–1982: Combined Counties League (Eastern Division)
- 1982–2003: Combined Counties League
- 2003–2006: Combined Counties League (Premier Division)
- 2006–2007: Isthmian League (Division One South)
- 2007–2008: Southern Football League (Division One South & West)
- 2008–2012: Isthmian League (Division One South)
- 2012–2013: Southern Football League (Division One Central)
- 2013–2014: Southern Football League (Division One South & West)
- 2014–2016: Southern Football League (Division One Central)
- 2016–2017: Isthmian League (Division One South)
- 2017–2018: Combined Counties League (Premier Division)
- 2018– : Combined Counties League (Division One)

Jednotlivé ročníky
Zdroj: 
Legenda: Z – zápasy, V – výhry, R – remízy, P – porážky, VG – vstřelené góly, OG – obdržené góly, +/- – rozdíl skóre, B – body, červené podbarvení – sestup, zelené podbarvení – postup, fialové podbarvení – reorganizace, změna skupiny či soutěže
| Sezóny  | Liga                                                 | Úroveň | Z  | V  | R  | P  | VG | OG  | +/- | B  | Pozice |
| ------- | ---------------------------------------------------- | ------ | -- | -- | -- | -- | -- | --- | --- | -- | ------ |
| 2009/10 | Isthmian League (Division One South)                 | 8      | 42 | 26 | 5  | 11 | 71 | 44  | +27 | 80 | 4.     |
| 2010/11 | Isthmian League (Division One South)                 | 8      | 42 | 13 | 6  | 23 | 52 | 82  | -30 | 45 | 17.    |
| 2011/12 | Isthmian League (Division One South)                 | 8      | 40 | 22 | 7  | 11 | 77 | 53  | +24 | 73 | 5.     |
| 2012/13 | Southern Football League (Division One Central)      | 8      | 42 | 28 | 8  | 6  | 94 | 39  | +55 | 92 | 3.     |
| 2013/14 | Southern Football League (Division One South & West) | 8      | 42 | 10 | 9  | 23 | 47 | 79  | -32 | 39 | 18.    |
| 2014/15 | Southern Football League (Division One Central)      | 8      | 42 | 18 | 10 | 14 | 67 | 62  | +5  | 64 | 8.     |
| 2015/16 | Southern Football League (Division One Central)      | 8      | 42 | 19 | 10 | 13 | 51 | 45  | +6  | 67 | 10.    |
| 2016/17 | Isthmian League (Division One South)                 | 8      | 46 | 8  | 3  | 35 | 49 | 128 | -79 | 24 | 24.    |
| 2017/18 | Combined Counties League (Premier Division)          | 9      | 42 | 8  | 8  | 26 | 55 | 102 | -47 | 32 | 20.    |
| 2018/19 | Combined Counties League (Division One)              | 10     | 36 |    |    |    |    |     |     |    |        |